# Hašek von Waldstein
Hašek von Waldstein (auch Haschek von Waldstein; Haßke von Waldstein; tschechisch Hašek z Valdštejna; † 1452 oder später) war ein Heerführer in den Hussitenkriegen und Münzmeister von Böhmen sowie Landeshauptmann von Mähren, der Grafschaft Glatz und von Frankenstein.

## Leben
Hašek von Waldstein entstammte dem mährischen Familienzweig Jettenitz des böhmischen Adelsgeschlechts Waldstein. Zusammen mit seinem Bruder Beneš erhielt er 1405 von den mährischen Markgrafen Jost und Prokop Ungarisch Ostrau, das 1411 entsprechend einer Lehensbestätigung König Wenzels Hašek allein besaß. 1420 nahm Hašek an der Seite König Sigismunds an der Schlacht bei Vyšehrad teil. Dort wurde er von den Hussiten gefangen genommen, die ihm mit der Wegnahme seiner mährischen Ländereien drohten. Vermutlich deshalb wechselte Hašek auf die Seite der gemäßigten Prager Hussiten über, die ihn im Januar 1422 zu ihrem Befehlshaber ernannten. Nachfolgend wurde die Burg Ostroh, die sie „Das neue Tabor“ nannten, zu ihrem militärischen Zentrum in Südostmähren. Von hier aus überfielen sie am 12. Januar 1421 das Kloster Velehrad und brannten es nieder. Im selben Jahr versuchte der Olmützer Bischof Johann von Bucca mit österreichischen Heeren ohne Erfolg eine Wiedereroberung von Ostroh. 1423/24 bekleidete Hašek das Amt des böhmischen Münzmeisters. Erst 1424 gelang den Kaiserlichen unter Herzog Albrecht die Eroberung von Ostroh, das Albrecht nachfolgend dem ungarischen Magnaten Stibor (Stibor ze Stibořic) übergab, von dem es an den ehemaligen Hussitenhauptmann Friedrich von Ostrorog gelangte. Obwohl Hašek von Waldstein nach der Niederlage der Hussiten in der Schlacht bei Maleschau wiederum an die Seite König Sigismunds trat und von diesem zum mährischen Landeshauptmann ernannt wurde, erhielt er Ostroh nicht mehr zurück.
1434–37 bekleidete Hašek in Personalunion das Amt des Landeshauptmanns der Grafschaft Glatz und des benachbarten Weichbilds Frankenstein. 1438 erwarb er die ehemals Wartenbergischen Herrschaften Welisch und Brad bei Jičín. 1443 wurde er in Welisch vom Landesschädiger Beneš von Mokrovous überfallen und auf dessen Feste Mokrovousy gefangen gehalten. Dort wurde er vom Königgrätzer Heer befreit. Letztmals nachgewiesen ist Hašek für das Jahr 1452, als er die Herrschaft Welisch dem damaligen Landesverweser und späteren König Georg von Podiebrad veräußerte.